# Bogutevo, Smolean
Bogutevo (în bulgară Богутево) este un sat în comuna Cepelare, regiunea Smolean,  Bulgaria. 

## Demografie
Componența etnică a satului Bogutevo
     Bulgari (86,43%)
     Nicio identificare (13,56%)
     Altele (0%)
La recensământul din 2011, populația satului Bogutevo era de 199 locuitori. Din punct de vedere etnic, majoritatea locuitorilor (86,43%) erau bulgari. Pentru 13,56% din locuitori nu este cunoscută apartenența etnică.